# Schenzl Guidó
Schenzl Guidó (Haus, Felső-Ausztria, 1823. szeptember 28. – Graz, 1890. november 23.) osztrák származású bencés szerzetes, tanár, iskolaigazgató, meteorológus, akadémikus, a Magyar Meteorológiai és Földmágnesességi Intézet (ma HungaroMet) létrehozója és első igazgatója.

## Élete

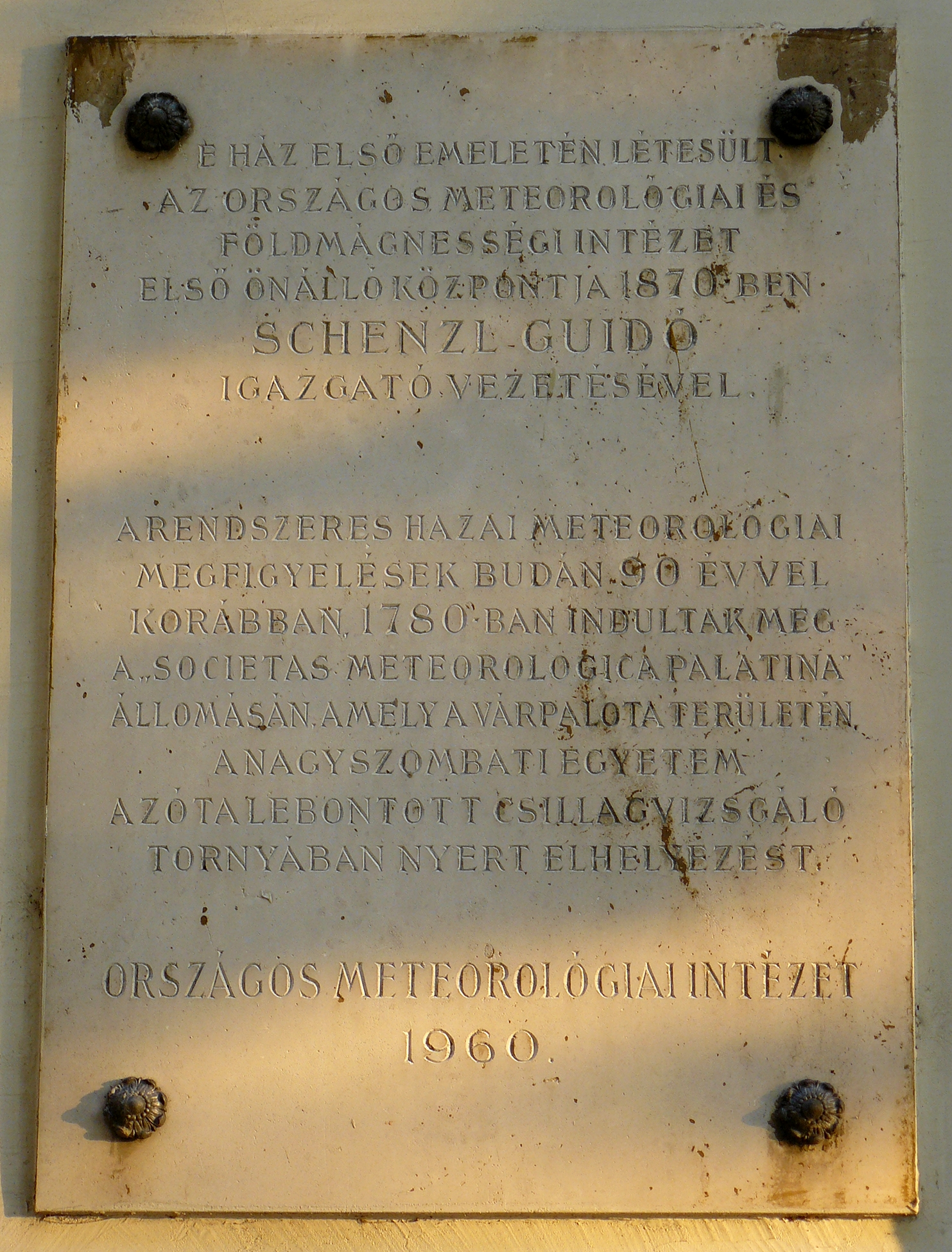
A Magyar Meteorológiai és Földmágnesességi Intézet alapításának emléktáblája a Budai várban

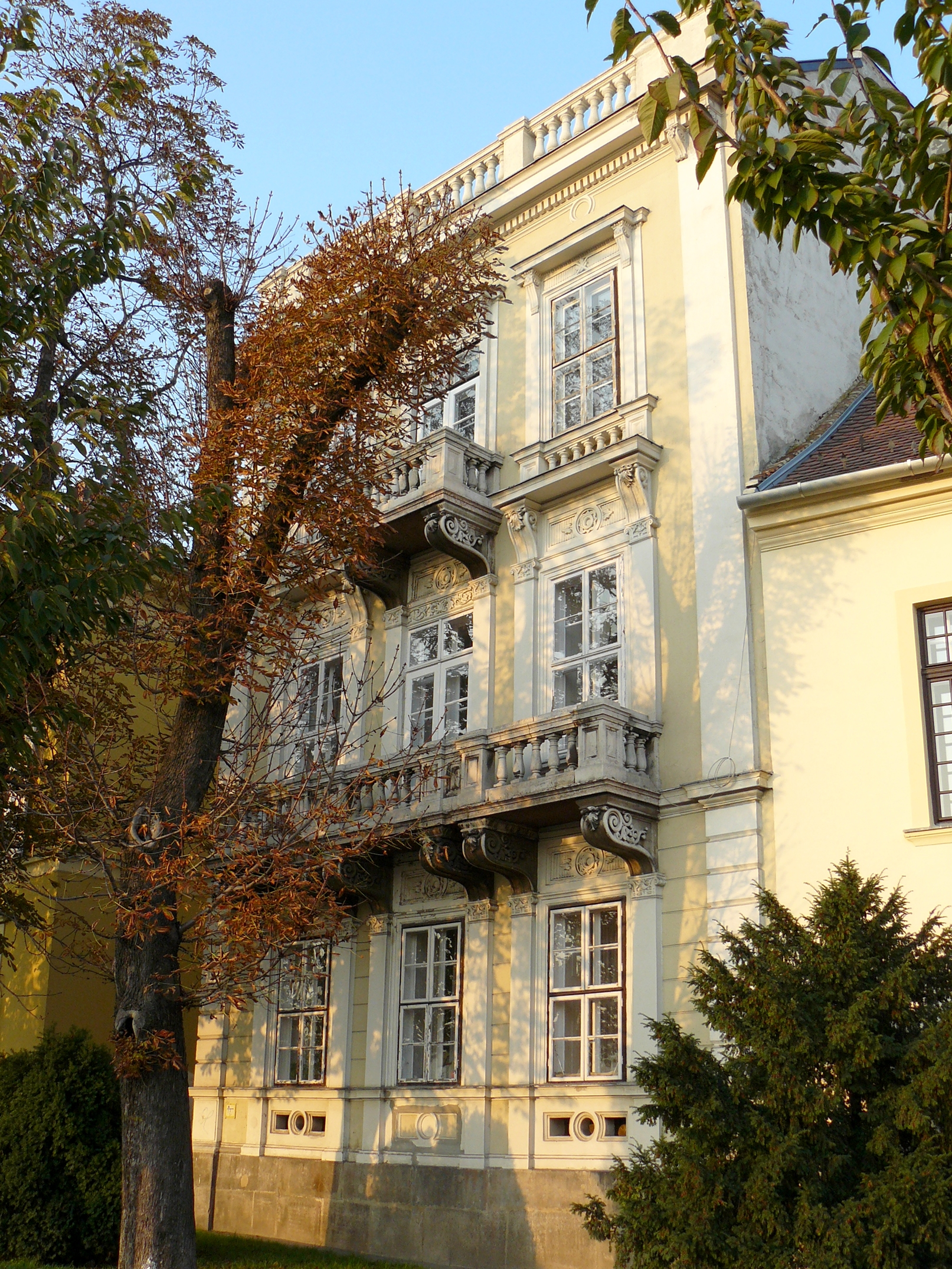
... és az épület, melynek első emeletén helyet kapott az Intézet

Gimnáziumi tanulmányait Judenburgban kezdte meg az admonti bencés szerzetesek vezette iskolában, és Grazban fejezte be. Ezután a Szent Benedek rend kötelékébe lépett és 1845-ben tett fogadalmat. Pappá szentelését követően a grazi egyetemen tanult, ahol matematikából, fizikából és bölcseletből doktorált. 1851-ben a budai királyi katolikus gimnáziumba helyezték póttanári állás betöltésére. Az 1854/55-ös tanévben a grazi állami főgimnáziumban tanított rendes tanári minőségben.
1855-ben az akkor felállított budai főreáliskolát szervezte meg a vízivárosi kapucinus zárda iskola céljára kibővített szárnyában, a vízivárosi Fő u. 32-ben. 1858-ban addigi ideiglenes igazgató tisztéből végleges igazgatónak nevezték ki. 1859-ben, amikor elkészült a főreáliskola (mai Toldy Ferenc Gimnázium) új épülete, annak fizikai részlegében meteorológiai megfigyelőállomást létesített. 1861. március 14-én megkezdte az állandósított meteorológiai észlelések rendszeres feljegyzéseit. E tevékenységet az MTA is támogatta, sőt egy bizottságot szervezett a mérések véglegesítésének előkészítésére. Rendszeresítette a déli pontos idő-jelzést (akkor még puskalövéssel); az első delet jelző lövés 1867. február 1-jén dördült el a második emeleti fizikaszertár déli erkélyéről. A meteorológiai megfigyelések mellett a magyarországi földmágnességi viszonyok meghatározása, felmérése céljából bejárta az egész országot, elindította, majd rendszeresítette a földmágneses méréseket. E célból szervezett utazásaiban Kruspér István műegyetemi tanár segítette műszerekkel. Kezdeményezésére 1870-ben megalakult a Magyar Meteorológiai és Földmágnesességi Intézet, amelynek igazgatójává őt nevezték ki (igazgatói tisztét 1870. július 12-étől 1886. július 1-jéig töltötte be), a gimnázium vezetésére utódjául Say Móric vegytantanár kapott igazgatói kinevezést. A Meteorológiai Intézet három tudományos dolgozóval kezdte meg működését. Ugyanebben az évben Schenzl negyvenkét észlelőállomást szervezett.
1871-ben rendszeresítette az időjárási észlelést, s ennek anyagával 1871-ben elindította A Meteorológiai és Földmágnesességi Magy. Kir. Központi Intézet évkönyveinek sorozatát magyar és német nyelven. Magnetikai helymeghatározások Magyarországban című műve 1872-ben jelent meg. A Királyi Magyar Természettudományi Társulat megbízásából 1884-ben megírta Útmutatás földmágnességi helymeghatározásokra című könyvét. Tudományos munkásságát számos kitüntetéssel, akadémiai rendes tagsággal és tudományos társaságok tiszteleti tagságával ismerték el. 1880-ban alapítványt létesített a jó előmenetelű, szegény diákoknak. A káptalan 1886-ban visszarendelte Admontba, ahol 1890. február 10-én nagy ünnepélyességgel szentelték fel apáttá. Súlyos betegsége következtében még ebben az évben elhunyt.
Élete során több kitüntetést kapott, 1876-ban Akadémiai Nagydíjban részesült, 1886-ban a király Vaskorona-rendet adományozott részére.
Az Országos Meteorológiai Szolgálat kezdeményezésére a Környezetvédelmi és Területfejlesztési Minisztérium emlékére Schenzl Guidó-díjat alapított, amelyet minden évben a Meteorológiai Világnapon, március 23-án adnak át a magyar és a nemzetközi meteorológia területén kimagasló tudományos, kutatási és szakmai eredményeket elért meteorológusoknak.

## Művei
- Az akadémiai földdelejességi észlelde leírása. 1865.
- A magnetikus lehajlás (inclinatio) megméréséről. 1867.
- Magnetikai helymeghatározások Magyarországban. 1872.
- Időjárási viszonyok Magyarországban 1871-ik évben; különös tekintettel a hőmérsékre és csapadékra. 1874.
- Útmutató meteoritek megfigyelésére. 1876.
- Az isogonok rendhagyó menetéről Magyarország Erdélyi részeiben. 1877.
- Lehajlás-meghatározások Budapesten és Magyarország délkeleti részében. 1878.
- Útmutatás földmágnességi helymeghatározásokra. 1884.
- A magyar korona országainak csapadékviszonyai. 1885.